# Raoul Dufy

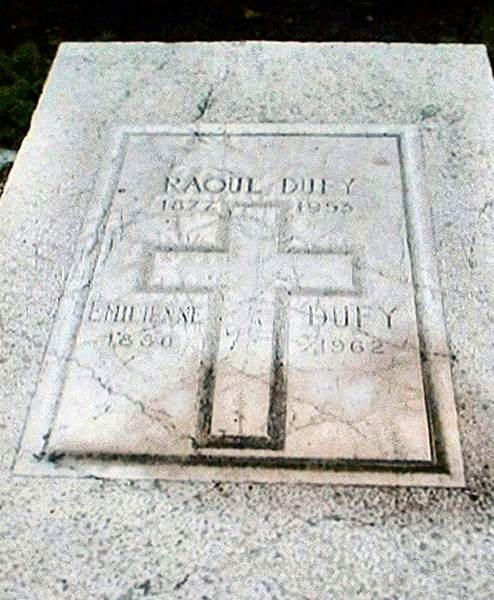
Graf van Raoul Dufy op het kerkhof van het klooster van Cimiez (Nice)

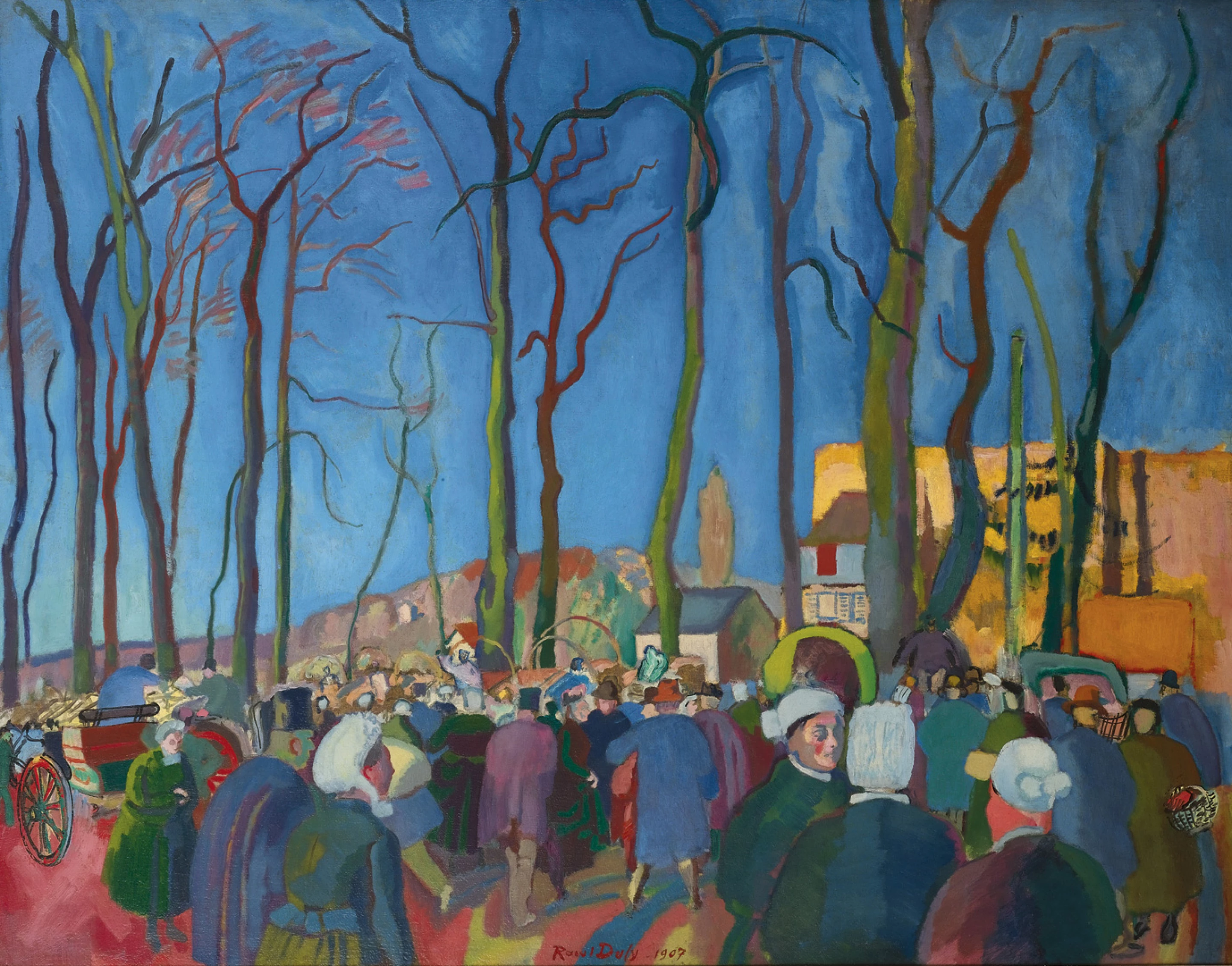
De uienbeurs (1907)

Raoul Dufy (Le Havre, 3 juni 1877 - Forcalquier, 23 maart 1953) was een Frans fauvistisch kunstschilder, illustrator, stofontwerper en decoratieschilder.

## Biografie
Dufy werkte vanaf zijn 14de als boekhouder bij een koffie-importeur in Le Havre. In 1895 ging hij naast dit werk in de avonduren lessen volgen van de schilder Charles Lhuillier aan de École des Beaux-Arts in Le Havre. Hier ontmoette hij de schilder Emile-Othon Friesz. In 1900 won Dufy een beurs voor de École des Beaux Arts in Parijs, waar zijn vriend Friesz hem een jaar eerder in voor was gegaan. 
Tussen de jaren 1905 en 1909 heeft het werk van Dufy een sterk fauvistische invloed. Dit veranderde echter nadat hij in aanraking was gekomen met het werk van Paul Cézanne. Hij ontwikkelde steeds meer een eigen stijl die na een flirt met het kubisme vaste vormen aannam vanaf 1920. Deze stijl wordt over het algemeen getypeerd als stenografisch en kleurrijk. 
In 1938 voltooide Dufy een van de grootste schilderwerken ter wereld op de Exposition Internationale in Parijs. 
Dufy overleed op 75-jarige leeftijd. Hij werd begraven op de begraafplaats van het klooster van Cimiez nabij Nice.

## Publieke collecties
Werken van Raoul Dufy zijn in de openbare collecties van: 
- Museum de Fundatie in Zwolle
- Van Abbemuseum in Eindhoven